# Alexander Caulfield Anderson
Alexander Caulfield Anderson (10 de marzo de 1814-8 de mayo de 1884) fue un comerciante, explorador y funcionario público canadiense, que fue comerciante de pieles de la británica Compañía de la Bahía de Hudson (HBC por sus siglas en inglés) y explorador de la Columbia Británica.
Anderson se unió a HBC en 1831 y emigró a Canadá desde Europa. Fue colocado en roles de liderazgo de varios fuertes en la Columbia Británica, incluida la fundación de puestos de avanzada. A fines de la década de 1840, exploró varias posibilidades de ruta para que HBC conectara los fuertes interiores con el Océano Pacífico. Se jubiló en 1854, pero se mudó a Victoria, Columbia Británica, para trabajar como funcionario público. En 1876 fue nombrado inspector de pesca del dominio y propuso construir el primer criadero de la Columbia Británica.
En 1882, quedó varado en un banco de arena durante una noche, lo que provocó que su salud se deteriorara. Falleció dos años después. Varias ubicaciones geográficas en la Columbia Británica y el estado de Washington llevan su nombre.

## Biografía

### Primeros años
Anderson nació cerca de Calcuta, India. Su padre era Robert Anderson y su madre era Eliza Charlotte Simpson. La familia Anderson se mudó a Essex, Inglaterra, en 1817.
En marzo de 1831, Anderson y su hermano se unieron a la Compañía de la Bahía de Hudson y emigraron a Canadá. Trabajó durante un año en Lachine, Bajo Canadá, luego se mudó al Fuerte Vancouver, en la parte baja del río Columbia. En 1833, fue el segundo al mando del grupo de personas que construyeron el Fuerte McLoughlin, entonces parte del grupo encargado por HBC de construir un nuevo puesto comercial a lo largo del río Stikine, pero esto fue bloqueado por los rusos.

### Liderazgo en HBC
Anderson fue transferido al departamento de Nueva Caledonia dentro de HBC, que administraba la parte centro-norte de la Columbia Británica, y permaneció allí durante cinco años. En su primera asignación, el inicio temprano del invierno hizo que él y su grupo se retiraran a Jasper, y la falta de suministros hizo que se retiraran nuevamente a Edmonton. Una investigación lo absolvió de la mala gestión de esta situación.
En 1836 fue puesto a cargo del puesto a lo largo del río Fraser y permaneció allí durante tres años. Luego se transfirió a Fuerte George y permaneció allí durante un año, luego estuvo temporalmente a cargo de Fuerte Nisqually. En 1841, fue la primera persona de ascendencia europea en ampliar y utilizar el paso de Naches. En 1842 fue puesto a cargo de la brigada anual a York Factory. Luego fue destinado a Fuerte Alexandria y permaneció allí hasta 1848.

### Líder de la expedición
Después del Tratado de Oregón, la frontera entre los Estados Unidos y la Norteamérica británica se estableció a lo largo del paralelo 49. HBC había utilizado el río Columbia para viajar entre sus puestos interiores y el Océano Pacífico yendo a Fort Vancouver, pero según el tratado, esta ruta estaría en parte dentro de los Estados Unidos. HBC le encargó a Anderson que encontrara otra ruta que conectara el interior con el océano, y eligió Fuerte Langley como la ubicación conectada con el océano y el río Fraser como ruta.
Peter Skene Ogden, el responsable de Nueva Caledonia para la HBC, sugirió que Anderson probara una ruta que fuera al sur de los cañones del Fraser, pero después de completar esta ruta determinó que la ruta de nueve días no era adecuada. Siguió una ruta a través de las Cordillera de las Cascadas y determinó que la ruta era más práctica pero que la nieve podría dejarla inoperable durante varios meses del año. El liderazgo de HBC le pidió a Anderson que encontrara una ruta mejor, y Anderson trazó una ruta en 1847 a lo largo del río Coldwater y Uztlius Creek. Se determinó que este sendero era demasiado difícil, y la ruta de Anderson a través de la Cordillera de las Cascadas, con ligeras variaciones, se usó desde 1848 hasta 1860.

### Retiro y nombramientos gubernamentales
Anderson fue puesto al mando de Fuerte Colvile en 1848 y permaneció allí hasta 1851. Fue puesto como segundo al mando de Fuerte Vancouver. Se retiró en 1854 y se instaló en Cathlamet.
En 1858 viajó al norte para investigar una fiebre del oro. James Douglas se reunió con Anderson en Victoria y lo convenció de que aceptara un cargo en el gobierno de la ciudad. Anderson se convirtió en jefe de correos de la ciudad y recaudador de aduanas en la Columbia Británica. Los primeros registros de las observaciones de especies de peces de Anderson en la Columbia Británica están escritos en 1860. También describió las técnicas de pesca aborígenes. En 1867 propuso llevar huevos de salmón a varios afluentes del río Mackenzie y el río Saskatchewan para proporcionar alimento a los futuros colonos. En 1871 escribió un ensayo titulado El dominio de occidente; una breve descripción de la provincia de Columbia Británica, que ganó un premio provincial.
En 1876 fue designado como el primer inspector de pesquerías de dominio de la Columbia Británica, a cargo de las aguas costeras e interiores de la Columbia Británica. Permaneció en este cargo hasta su muerte. También fue designado para una comisión conjunta sobre tierras indias en la Columbia Británica, pero se frustró con la asignación y su nombramiento finalizó en 1878. Escribió un manuscrito parcialmente autobiográfico llamado «Historia de la costa noroeste» que se entregó a Hubert Howe Bancroft. En 1877 propuso construir el primer criadero de salmón de la Columbia Británica. La construcción de este criadero comenzó en 1884.

### Vida personal, muerte y legado
Anderson se casó con Eliza Birnie en agosto de 1837. Tuvieron 13 hijos.
En 1882, se vio obligado a pasar una noche en un banco de arena mientras viajaba y su salud se deterioró por el evento. Murió el 8 de mayo de 1884, a la edad de 70 años.
Las ubicaciones geográficas que llevan el nombre de Anderson incluyen lago Anderson, río Anderson River e isla Anderson.